# Carlo Franchi
Carlo Franchi, alias Gimax, född 1 januari 1938 i Milano, död 14 januari 2021 i Busto Garolfo utanför Milano, var en italiensk racerförare.
Franchi deltog i ett formel 1-lopp säsongen 1978. Han körde för Surtees i Italien 1978, men han kvalificerade sig inte.

## F1-karriär
| Säsong | Stall/Tillverkare | Poäng | Placering |
| ------ | ----------------- | ----- | --------- |
| 1978   | Surtees-Ford      | 0     | –         |